# Fargo, Oklahoma
Fargo är en kommun (town) i Ellis County i Oklahoma. Vid 2010 års folkräkning hade Fargo 364 invånare.